# Castell de Beuda
El Castell de Beuda, o Castellot de les Bruixes, és un monument del municipi de Beuda (Garrotxa) declarat bé cultural d'interès nacional, situat al cim d'un roquer al nord del poble. Cal no confondre'l amb la construcció anomenada Castell Nou del Pla, ubicada a l'est del nucli i en una zona més planera.

## Història
El castell de Beuda és documentat per primer cop el 1002, data en què el Papa Silvestre II va confirmar les possessions de l'església de Girona, entre les quals apareix: «la sellam sancti Laurentii, quod est supra castrum Bobeta». Aquest document deixa molt clar que es tracta del castell de Beuda, no del castell del Pla o de Can Queixàs. L'any 1021 torna a aparèixer esmentat «Sancti Laurentii» (es refereix a Sant Llorenç de Sous) qui est «situs supra castro Beuda» en el testament del comte de Besalú, Bernat Tallaferro.
Es creu que el primer comte de Besalú, Udalard Bernat, senyor del castell de Mont-ros, es va casar amb Ermessenda, senyora de Beuda i Montagut. Amb aquest enllaç quedaven units en una sola família els feus de Castelló de Bas, Beuda, Montagut, Mont-ros i Milany, patrimoni secular de la casa de Bas. Ermessenda (1119) va deixar el castellot a mans del seu net Udalard II, vescomte de Besalú mort el 1123. Aquest any, el senescal Guillem Ramon I de Montcada assumeix la tutoria de l'hereu Pere Udalard, encara un infant. El comte Ramon Berenguer III de Barcelona confia al tutor les possessions del vescomte de Bas, l'any 1126. Pere Udalard, que fou el primer a canviar el nom de Besalú pel de Bas, morí l'any 1127 i la possessió passà a la seva bestia Beatriu, filla d'Udalard Bernat.

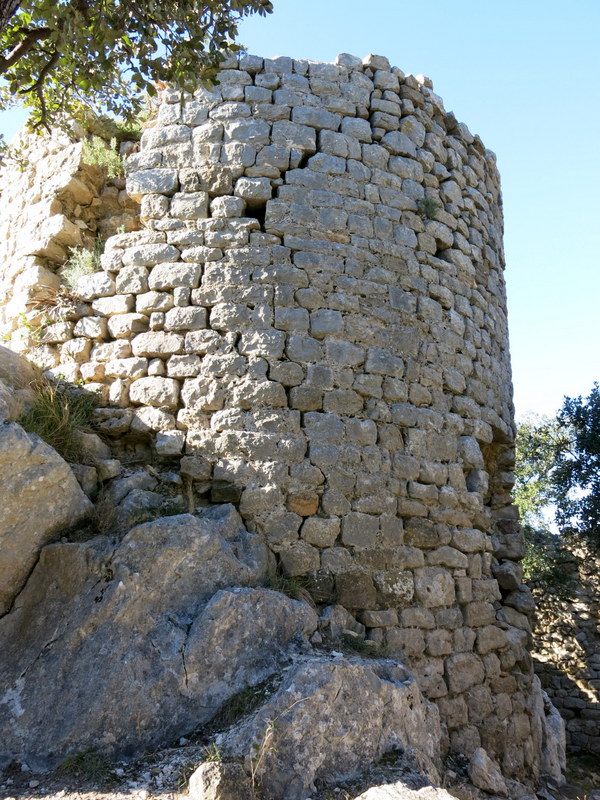
Torre circular, bastida a principis del s XI (febrer 2015)

L'any 1281, l'hereva, Sibil·la de Palau, muller d'Hug V d'Empúries vengué el castell al rei Pere el Gran qui, més tard el donà a Ponç Hug IV d'Empúries pels serveis prestats en la invasió franca de Felip III de França. Després de molts anys de pertànyer a la casa de Bas, el Castellot va passar a mans de la família Queixàs. Així consta que l'any 1308 el Cavaller Jaume Berenguer de Queixàs tenia propietats a Beuda. Berenguer Andreu de Queixàs, senyor del castell de Beuda, es casà amb Elisabet senyora del castell de l'Hostal. L'any 1360 apareix com a propietari del Castellot el senyor de Queixàs, per llegat familiar.]
Al segle xv la família Queixàs es construí un castell gòtic al pla, prop de l'església. En la façana d'aquesta fortalesa tardana hi ha l'escut de la família i és anomenada, precisament, mas Queixàs. És possible que a l'època medieval tardana, el castell roquer fos abandonat.

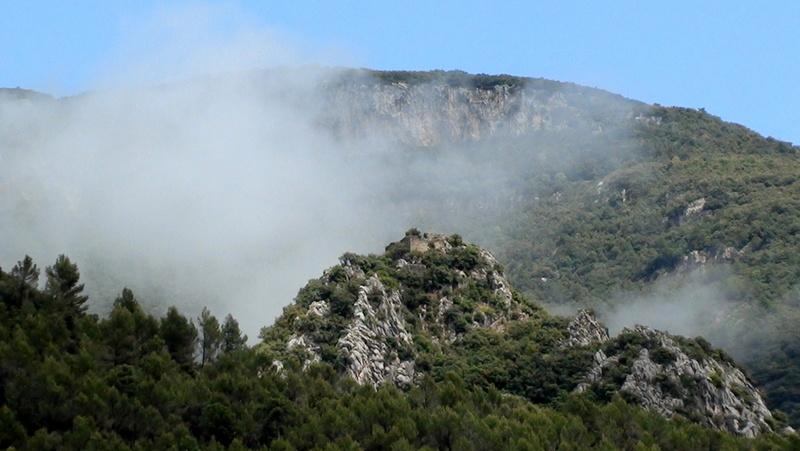
Castell de Beuda al cim d'un turó en els contraforts de la Serra del Mont (maig 2014)

## Descripció
El castell de Beuda, anomenat per la gent del país com "castell dels moros" o "castell de les Bruixes", està ubicat al nord del nucli urbà, en un dels darrers contraforts de la Mare de Déu del Mont.
A l'angle sud-est del castell hi ha una torre de planta circular de 5,5 metres d'alçada, diàmetre interior de 2,45 m i gruix dels murs d'1,10 m. Adossada a la torre hi ha una construcció, construïda posteriorment, de planta rectangular, d'una longitud de 9,40 m per 10,60 m. A la paret occidental s'obre una porta d'una amplada d'1,10 i una alçada de 2,05 però només es conserva fins al nivell de les dovelles. L'arc ha estat totalment arrencat. A la resta de murs s'obren algunes espitlleres i finestres. Aquesta construcció tindria dos nivells i el parament és més irregular que el de la torre. Fora del recinte sobirà, al seu angle sud-oest, hi ha les restes d'una cisterna i d'un possible pou.
Els costats meridional i oriental del puig on hi ha la fortificació estan protegits pels mateixos cingles naturals, al costat nord-oest, que queda més desprotegit, hi ha les restes d'una muralla que té 3 metres d'alçada i un gruix de 80 centímetres.
La primera de les construccions que es degué realitzar és la torre circular, segurament bastida a la primeria del segle xi. La sala de pedra adossada seria substituïda per la construcció actual, del segle xiii. El castell de Beuda és una mostra important de castell de l'alta edat mitjana. La torre rodona és una de les més antigues de la Garrotxa que ha arribat als nostres dies. I cal remarcar que la majoria de les torres mestres restants de la comarca són de planta rectangular.